# Ostrowo (Dąbrowa Białostocka)
Pour les articles homonymes, voir Ostrowo.
Ostrowo est un village de Pologne, situé dans la gmina de Dąbrowa Białostocka, dans le Powiat de Sokółka, dans la voïvodie de Podlachie.